# Air (EP)
Air es el EP de debut en solitario de la cantante surcoreana Yeji, integrante de Itzy. Fue publicado el 10 de marzo de 2025 y está compuesto por cuatro pistas, incluyendo el sencillo principal del mismo nombre.

## Antecedentes y lanzamiento
Yeji debutó en 2019 con el grupo femenino Itzy como la líder bajo JYP Entertainment con su álbum sencillo It'z Different. En 2024 Itzy publicó su octavo EP Born to Be, que contuvo pistas en solitario de las integrantes del grupo, incluyendo «Crown on My Head» de Yeji.
El 17 de enero de 2025, Xports News reveló que Yeji haría su debut en solitario muy pronto, sin especificar alguna fecha. El 10 de febrero fue anunciado el EP debut, Air, con una fecha de lanzamiento establecida para el 10 de marzo del mismo año. El anuncio incluyó un tráiler con una temática similar a películas de ciencia ficción. La lista de canciones se publicó el 14 de febrero, revelando a «Air» como el sencillo principal del álbum. Las fotos y los clips conceptuales fueron publicados del 24 al 28 de febrero. Dos tráileres del videoclip de «Air» fueron publicados el 5 y 7 de marzo, respectivamente.

## Composición
The message of 'Air' is about showcasing my presence, my aura, through my first solo debut. There’s a lyric that says, 'You take my breath away,' and when I think about those overwhelming moments, they were always on stage.
El mensaje de «Air» trata de mostrar mi presencia, mi aura, a través de mi debut como solista. Hay una letra que dice: «Me dejas sin aliento», y cuando pienso en esos momentos abrumadores, siempre fueron sobre el escenario.
Yeji hablando sobre la canción principal.

Air está formado por cuatro pistas. Las letras de la primera canción, «Air», fueron coescritas por Yeji y J.Y. Park es descrita como una canción de synth pop con un gancho «adictivo» y letras que hablan sobre caer en una fuerza intensa.

## Promoción
El 10 de marzo, horas antes del lanzamiento, Yeji llevó a cabo una conferencia de prensa donde expresó sus deseos con su EP debut. El 13 de marzo inició con las presentaciones en programas surcoreanos de música comenzando en M Countdown, luego el 14 en Music Bank, el 15 en Show! Music Core y el 16 en Inkigayo.

## Lista de canciones
| Lista de canciones de Air |                     |                                                                 |                                                           |                                    |          |  |
| N.º                       | Título              | Letras                                                          | Música                                                    | Arreglos                           | Duración |  |
| 1.                        | «Air»               | J.Y. Park «The Asiansoul» Yeji Bang Hye-hyun 3! (Lalala Studio) | G'harah «PK» Degeddingseze Tricia Battani Kirsten Collins | Degeddingseze                      | 3:14     |  |
| 2.                        | «Invasion»          | Danke                                                           | Degeddingseze Battani Collins                             | Degeddingseze                      | 2:47     |  |
| 3.                        | «Can't Slow Me, No» | Noday                                                           | Lee Woo-min «Collapsedone» Justin Reinstein Anna Timgren  | Collapsedone Reinstein             | 2:58     |  |
| 4.                        | «258»               | Ryan Jhun Y0ung                                                 | Jhun Sorana Păcurar Jaro Omar Inverness Ferras            | Jhun Inverness Ferras Păcurar Omar | 3:13     |  |
| 12:12                     |                     |                                                                 |                                                           |                                    |          |  |

## Créditos y personal
Créditos adaptados de Melon.
Estudios
- JYPE Studios (Seúl) – grabación, edición (1-2), mezcla (2)
- Alawn Music Studios – mezcla (1; 4)
- Glab Studios (Seúl) – mezcla (3), ingeniería para mezcla (3)
- 821 Sound (Seúl) – masterización

Músicos
- G'harah «PK» Degeddingseze – instrumentación (1-2)
- Noday – dirección vocal (1-2)
- Perrie – coros (1-3)
- Yue – edición (1)
- Lee Sang-yeop – edición (1)
- Im Chan-mi – edición (1), grabación (1-2)
- Goo Hye-jin – grabación (1)
- Alawn – mezcla (1; 4)
- Choi Hye-jin – edición (2)
- Lee Chang-hoon – grabación (2-3)
- Kim Kap-soo – mezcla (2)
- Lee Woo-min «Collapsedone» – programación (3), piano (3), sintetizador (3), dirección vocal (3), edición vocal (3)
- Justin Reinstein – programación (3), piano (3), sintetizador (3), dirección vocal (3)
- Park Nam-joon – ingeniería para mezcla (3)
- Shin Bong-won – mezcla (3)
- Ryan Jhun – programación (4), dirección vocal (4)
- Kim Bo-ah – coros (4)
- Lee Kyung-won – edición (4)
- Goo Hye-jin – grabación (4)
- Kwak Bo-eun – grabación (4)
- Kim Nam-woo – masterización

## Posicionamiento en listas

### Listas semanales
| Lista (2025)                  | Mejor posición |
| ----------------------------- | -------------- |
| Corea del Sur (Circle)        | 3              |
| Estados Unidos (World Albums) | 6              |
| Grecia (IFPI)                 | 33             |

### Listas mensuales
| Lista (2025)           | Mejor posición |
| ---------------------- | -------------- |
| Corea del Sur (Circle) | 8              |

## Certificaciones
| País                                                     | Certificación | Ventas   |
| -------------------------------------------------------- | ------------- | -------- |
| Corea del Sur (KMCA)                                     | Platino       | 250 000^ |
| ^cifras de envíos basadas únicamente en la certificación |               |          |

## Historial de lanzamiento
| Región         | Fecha               | Formato                    | Edición  | Discográfica |
| -------------- | ------------------- | -------------------------- | -------- | ------------ |
| Varios         | 10 de marzo de 2025 | Descarga digital streaming | Estándar | JYP Republic |
| Corea del Sur  | 10 de marzo de 2025 | CD                         | Estándar | JYP Republic |
| Estados Unidos | 14 de marzo de 2025 | CD                         | Estándar | JYP Republic |
| Europa         | 14 de marzo de 2025 | CD                         | Estándar | JYP Republic |
| Corea del Sur  | 24 de marzo de 2025 | CD                         | Especial | JYP Republic |